# Pharta bimaculata
Espèce
Synonymes
- Sanmenia kohi Ono, 1995

Pharta bimaculata est une espèce d'araignées aranéomorphes de la famille des Thomisidae.

## Distribution
Cette espèce se rencontre à  Singapour et en Indonésie à Sumatra.

## Description
La femelle subadulte holotype mesure 2,75 mm.
Le mâle décrit par Ono en 1995 sous le nom Sanmenia kohi mesure 2,44 mm et la femelle 3,33 mm.
Le mâle décrit par Dhiya'ulhaq, Benjamin, Buchori, Hidayat, Scheu et Drescher en 2025 mesure 2,54 mm et la femelle 2,82 mm.

## Systématique et taxinomie
Cette espèce a été décrite par Thorell en 1891.
Sanmenia kohi a été placée en synonymie par Benjamin en 2011.

## Publication originale
- Thorell, 1891 : « Spindlar från Nikobarerna och andra delar af södra Asien. » Kongliga Svenska Vetenskaps-Akademeins Handlingar, vol. 24, no 2, p. 1-149 (texte intégral).